# لانه‌کن طوقی
لانه‌کن طوقی (نام علمی: Trogon collaris) نام یک گونه از سرده لانه‌کن‌های اصلی است.